# Michał Paszczyk

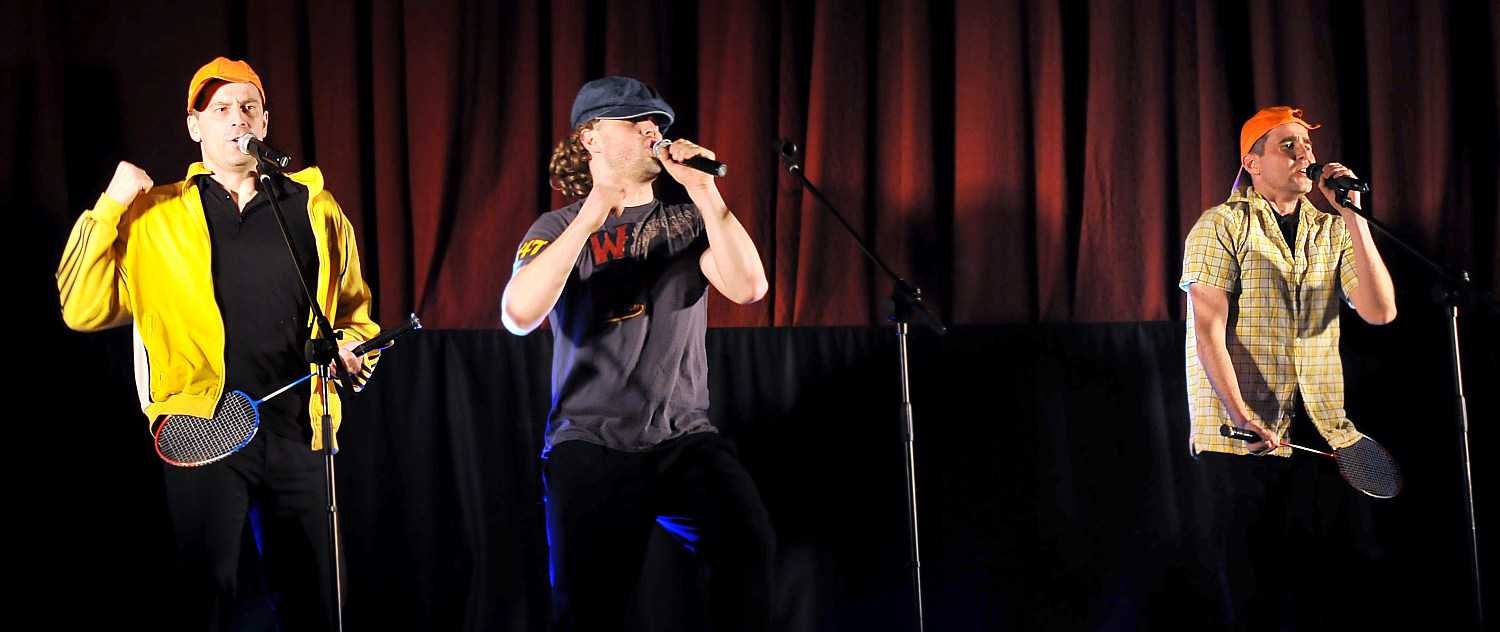
Michał Paszczyk (z prawej) w kabarecie Paranienormalni, grudzień 2009

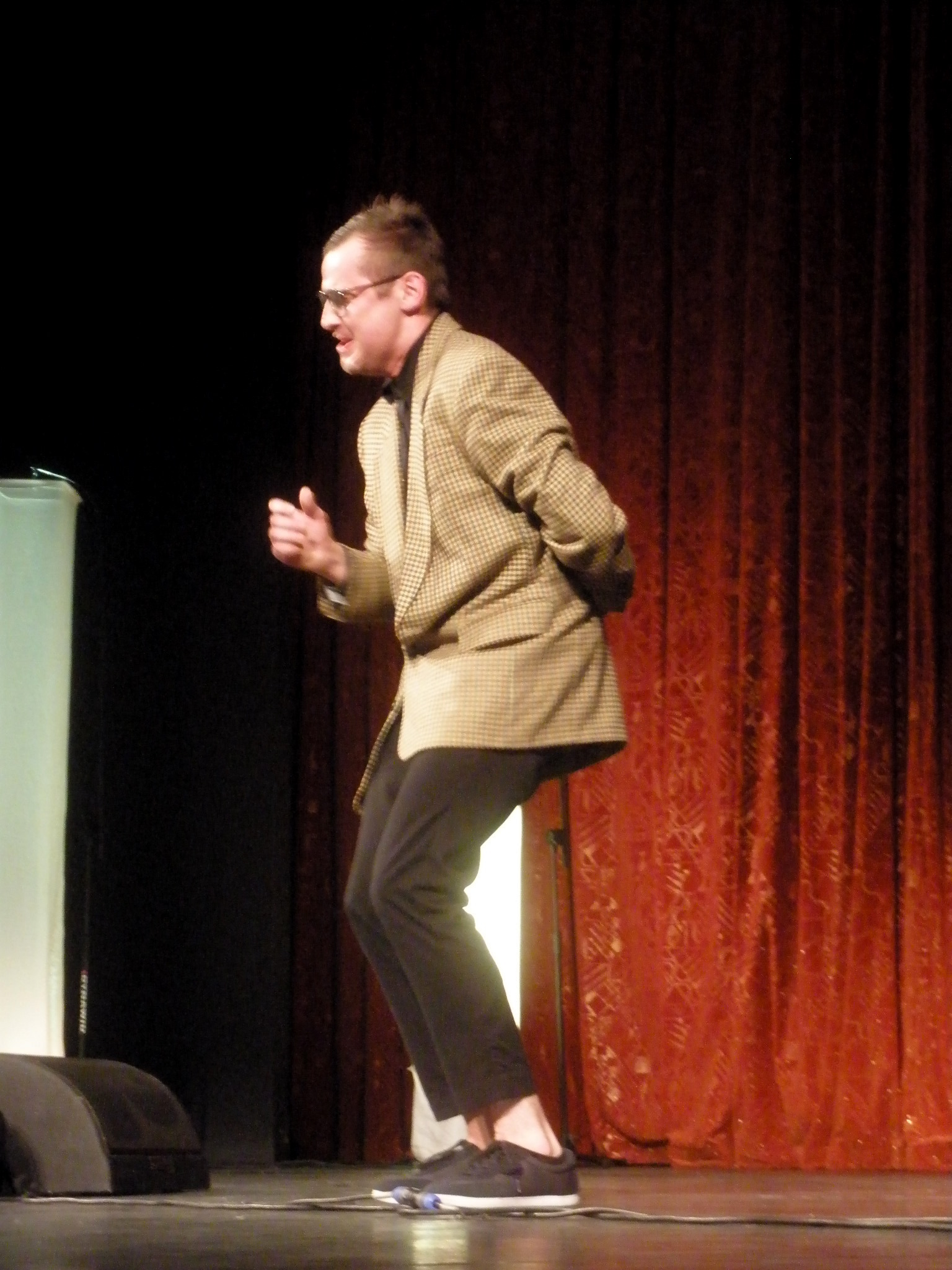
Michał Paszczyk jako Profesor podczas występu w Bydgoszczy, 6 lutego 2012

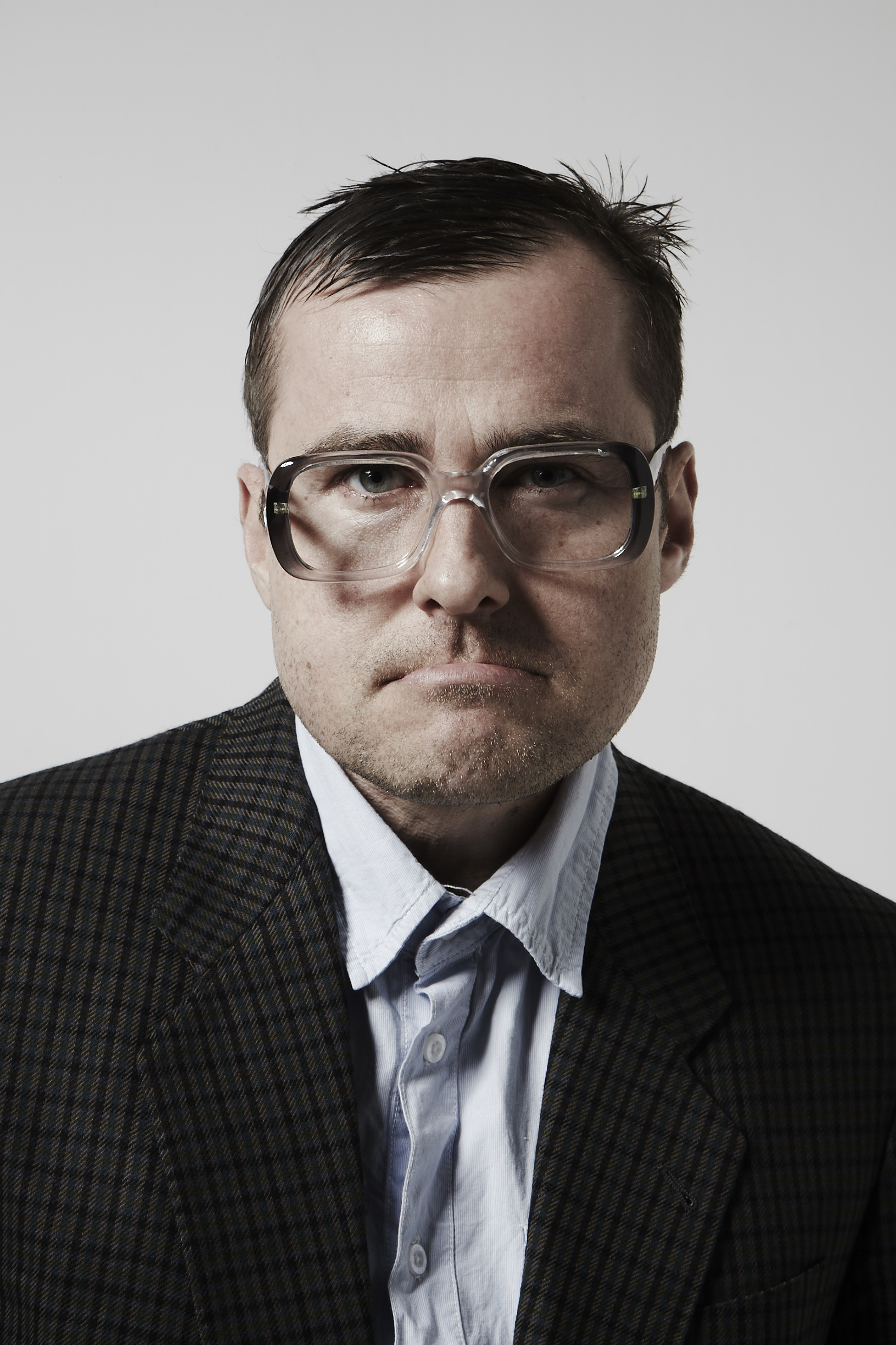
Michał Paszczyk jako Profesor

Michał Paszczyk (ur. 16 czerwca 1976 we Wrocławiu) – polski aktor i artysta kabaretowy.

## Kariera
Absolwent Liceum Ogólnokształcącego nr XVII im. Agnieszki Osieckiej we Wrocławiu (rocznik 1995) i Wydziału Aktorskiego filii PWST we Wrocławiu (rocznik 2000). Artysta kabaretów K.O.P.P., Pralka, Neo-Nówka (2005–2007), a w latach 2008–2024 związany z kabaretem Paranienormalni.
Przez kilka lat był DJ-em wrocławskiej rozgłośni Radia Eska.

## Filmografia

### Aktor
- 1998–1999: Życie jak poker – dziennikarz
- 2001: Przeprowadzki – tragarz w firmie „Szczygieł” (odc. 8 Steinway Ordynata)
- 2002–2003: Gorący temat
- 2004: Fala zbrodni – Sebastian, pomocnik kierowcy (odc. 26 Żywy towar)
- 2004–2006: Pierwsza miłość – dostawca
- 2005–2006: Warto kochać
- 2006: Porodówka
- 2007: Sen
- 2009: Polomatrix – Thomas Andersonovitch „Neon”
- 2010: Tancerze – mężczyzna (odc. 28 Faceci to świnie)

### Dubbing
- 2009: Włatcy móch: Ćmoki, czopki i mondzioły – obłąkany pacjent

### Reżyseria
- 2006: Porodówka
- 2007: Sen
- 2009: Polomatrix
- 2011: Lord Vader na emeryturze

### Scenariusz
- 2006: Porodówka
- 2007: Sen
- 2009: Polomatrix
- 2011: Lord Vader na emeryturze

## Teatr
- 1999: List – Zbigniew (Teatr Nowy we Wrocławiu)
- 2001: Przygody Hucka Finna – Sid Sawyer (Teatr Polski we Wrocławiu)
- 2004: Szaleństwo we dwoje – Ona (Teatr Nowy we Wrocławiu)

## Nagrody
- 2000: wyróżnienie za rolę Cichego w przedstawieniu "Sen nocy letniej" Shakespeare'a w reżyserii Krzesisławy Dubiel, dyplom PWST we Wrocławiu na XVIII Festiwal Szkół Teatralnych w Łodzi.
- 2008: Porodówka – nagroda Małego Pagórka na IV Festiwalu "Kino Niezależne Filmowa Góra" (kategoria "Komedia, humor, pastisz").